# Peter Lovesey
Pour l’article homonyme, voir Lovesey.
Œuvres principales
- Trois flics dans un canot (1976)
- À chacun son Dew (1982)

Peter Lovesey (né à Whitton (en) (Middlesex, Angleterre) le 10 septembre 1936 et mort le 10 avril 2025 à Shrewsbury (Shropshire, Angleterre)) est un écrivain britannique de roman policier de 1970 à sa mort.

## Biographie
Après des études à l'université de Reading, Peter Harmer Lovesey fait son service militaire dans la Royal Air Force de 1958 à 1961. Il se destine ensuite à l'enseignement dans un collège technique de Thurrock (Essex).
En 1969, il remporte le concours du premier roman policier de l'éditeur McMillan/Panther avec La Course ou la Vie, où apparaît le Sergent Cribb de Scotland Yard, flanqué de son aide, le constable Thackeray, héros de près d'une dizaine d'enquêtes qui se déroulent pendant l'ère victorienne. En 1980, le cycle donne lieu à une série télévisée britannique, Cribb, avec Alan Dobie (en) dans le rôle-titre et William Simons (en) dans celui de Thackeray.  À cette occasion, Lovesey écrit lui-même les scénarios de la moitié des épisodes.
En 1987, Peter Lovesey crée un deuxième cycle policier historique ayant pour enquêteur Albert Edward, Prince de Galles, fils aîné de la Reine Victoria et futur Édouard VII. Pour tromper son oisiveté, il se fait détective amateur dans les bas-fonds du Londres de la fin du XIXe siècle.
En 1991, le cycle contemporain de Peter Diamond est entrepris et compte désormais une douzaine de titres.
Chargé de cours d'anglais, puis responsable d'un département d'éducation au Hammersmith College de Londres, Peter Lovesey quitte le marché du travail pour devenir écrivain à plein temps à partir de 1975. Il est membre du Detection Club depuis 1974.
Peter Lovesey meurt le 10 avril 2025 à l'âge de 88 ans, à Shrewsbury (Shropshire, Angleterre).

## Œuvre

### Romans

#### SérieSergent Cribb
- Wobble to Death (1970) Publié en français sous le titre La Course ou la Vie, Paris, Librairie des Champs-Élysées, coll. « Le Masque » no 1798, 1985
- The Detective Wore Silk Drawers (1971) Publié en français sous le titre Le Vingt-sixième Round, Paris, Librairie des Champs-Élysées, coll. « Le Masque » no 1201, 1971
- Abracadaver (1972) Publié en français sous le titre Abracadavra, Paris, Librairie des Champs-Élysées, coll. « Le Masque » no 2046, 1991 ; réédition, Paris, Éditions Le Masque, coll. « Labyrinthes » no 22, 1997
- The Mad Hatter's Holiday (1973)
- Invitation to a Dynamite Party (1974)
- A Case of Spirits (1975) Publié en français sous le titre Le médium a perdu ses esprits, Paris, Librairie des Champs-Élysées, coll. « Le Masque » no 1887, 1987 ; réédition, Paris, Librairie des Champs-Élysées, coll. « Le Club des Masques » no 609, 1991 ; réédition sous le titre Maux d'esprits, Paris, Éditions Le Masque, coll. « Labyrinthes » no 12, 1997 ; réédition sous le titre Le médium a perdu ses esprits, Paris, Le Cercle Polar, 2002
- Swing, Swing, Together (1976) Publié en français sous le titre Trois flics dans un canot, Paris, Fleuve noir, coll. « Littérature policière » no 18, 1984 ; réédition, Paris, LGF, Le Livre de poche no 6316, 1987
- Waxwork (1978) Publié en français sous le titre Le bourreau prend la pose, Paris, Librairie des Champs-Élysées, coll. « Le Masque » no 1803, 1985 ; réédition, Paris, Librairie des Champs-Élysées, coll. « Le Club des Masques » no 610, 1991 ; réédition sous le titre La Photo du bourreau, Paris, Éditions Le Masque, coll. « Labyrinthes » no 5, 1997

#### SérieEdward (Bertie) Albert
- Bertie and the Tinman (1987) Publié en français sous le titre Honni soit qui mal y pense: mémoires policiers du roi Édouard VII, Paris, Librairie des Champs-Élysées, 1989
- Bertie and the Seven Bodies (1990) Publié en français sous le titre Le Prince et les Sept Cadavres, Paris, Librairie des Champs-Élysées, coll. « Le Masque » no 2076, 1992
- Bertie and the Crime of Passion (1993) Publié en français sous le titre Le Théâtre d'Édouard VIII, Paris, Librairie des Champs-Élysées, coll. « Le Masque » no 2231, 1995

#### SériePeter Diamond
- The Last Detective (1991) Publié en français sous le titre Un flic en voie de disparition, Paris, Librairie des Champs-Élysées, coll. « Le Masque » no 2139, 1993
- Diamond Solitaire (1992) Publié en français sous le titre Un flic en solitaire, Paris, Librairie des Champs-Élysées, coll. « Le Masque »  no 2184, 1994
- The Summons (1995) Publié en français sous le titre La Convocation, Paris, Librairie des Champs-Élysées, coll. « Le Masque »  no 2333, 1997
- Bloodhounds (1996) Publié en français sous le titre Un flic et des limiers, Paris, Librairie des Champs-Élysées, coll. « Le Masque » no 2369, 1998
- Upon a Dark Night (1997) Publié en français sous le titre Par une sombre nuit, Paris, Éditions du Masque, coll. « Le Masque » no 2440, 2000
- The Vault (1999) Publié en français sous le titre Une main dans la tombe, Paris, Éditions du Masque, 2001
- Diamond Dust (2002)
- The House Sitter (2003)
- The Secret Hangman (2007)
- Skeleton Hill (2009)
- Stagestruck (2011)
- Cop to Corpse (2012)
- The Tooth Tattoo (2013)
- The Stone Wife (2014)
- Down Among the Dead Men (2015)
- Another One Goes Tonight (2016)
- Beau Death (2017)
- Killing with Confetti (2019)
- The Finisher (2020)
- Diamond and the Eye (2021)
- Showstopper (2022)
- Against the Grain (2024)

#### SérieHen Mallin
- The Circle (2005)
- The Headhunters (2008)

#### Autres romans
- The False Inspector Dew (1982) Publié en français sous le titre À chacun son Dew, Paris, LGF, Le Livre de poche no 6547, 1992
- Keystone (1983) Publié en français sous le titre Tourne et tais-toi !, Paris, Librairie des Champs-Élysées, coll. « Le Masque » no 2026, 1990
- Rough Cider (1986) Publié en français sous le titre Cidre brut, Paris, Librairie des Champs-Élysées, coll. « Le Masque » no 1933, 1988
- On the Edge (1989) Publié en français sous le titre Pour le meilleur et pour la mort, Paris, Librairie des Champs-Élysées, coll. « Le Masque » no 2014, 1990
- The Reaper (2000) Publié en français sous le titre Le vicaire persiste et saigne, Paris, Éditions du Masque, coll. « Le Masque » no 2491, 2004
- In Suspense (2001)
- Remaindered (2014), court roman

#### Romans signés Peter Lear
- Goldengirl (1977)
- Spider Girl (1980)
- The Secret of Spandau (1986)

### Recueils de nouvelles
- Butchers and Other Stories of Crime, vol. 1 (1985) Publié en français sous le titre Ô, mes aïeux!, Paris, Librairie des Champs-Élysées, coll. « Le Masque » no 1888, 1987
- Butchers and Other Stories of Crime, vol. 2 (1985) Publié en français sous le titre Bouchers vandales et compagnie, Paris, Librairie des Champs-Élysées, coll. « Le Masque » no 1869, 1987
- The Crime of Miss Oyster Brown (1994) Publié en français sous le titre Le Crime de Miss Oyster Brown, Paris, Librairie des Champs-Élysées, coll. « Le Masque » no 2278, 1996
- Do Not Exceed the Stated Dose (1998) Publié en français sous le titre Ne pas dépasser la dose prescrite, Paris, Librairie des Champs-Élysées, coll. « Le Masque » no 2453, 2001
- The Sedgemoor Strangler and Other Stories of Crime (2001)
- Murder on the Short List (2008)
- Reader, I Buried Them and Other Stories (2022)

### Anthologie
- A  Dead Giveway (1995), anthologie en collaboration avec Clare Curzon, Gillian Linscott, Dorothy Simpson et Margaret Yorke.

### Autre publication
- Kings of Distance (1968).

## Prix et distinctions

### Prix
- Silver Dagger Award 1978 pour Le Bourreau prend la pose ou La Photo du bourreau[2]
- Gold Dagger Award 1982 pour À chacun son Dew[2]
- Grand prix de littérature policière 1985 pour Trois flics dans un canot[3]
- Prix du roman d'aventures 1987 pour Le Médium perd ses esprits ou Maux d'esprits
- Prix Anthony 1992 du meilleur roman pour The Last Detective[4]
- Silver Dagger Award 1995 pour La Convocation[2]
- Silver Dagger Award 1996 pour Un flic et des limiers[2]
- Prix Macavity 1997 du meilleur roman pour Bloodhounds (Un flic et des limiers)[5]
- Prix Barry 1997 pour Bloodhounds (Un flic et des limiers)[6]
- Cartier Diamond Dagger 2000[7]
- Prix Macavity 2004 du meilleur roman pour The House Sitter[5]
- Grand Master Award 2018[8]

### Nominations
- Gold Dagger Award 1973 pour Mad Hatter’s Holiday[2]
- Prix Edgar-Allan-Poe 1988 du meilleur roman pour Rough Cider[8]
- Prix  Last Laugh Dagger 1990 pour Bertie and the Seven Bodies
- Prix Edgar-Allan-Poe 1996 du meilleur roman pour The Summons[8]
- Prix Barry 2001 du meilleur roman britannique pour The Reaper[6]
- Prix Dilys 2002 pour The Reaper[9]
- Prix Barry 2003 du meilleur roman britannique pour Diamond Dust[6]
- Prix Barry 2004 du meilleur roman britannique pour The House Sitter[6]

## Sources
- Jacques Baudou et Jean-Jacques Schleret, Le Vrai Visage du Masque, vol. 1, Paris, Futuropolis, 1984, 476 p. (OCLC 311506692), p. 288-289.
- Anne Martinetti, "Le Masque" : histoire d'une collection, Amiens, Encrage, coll. « Références » (no 3), 1997, 143 p. (ISBN 978-2-906389-82-3), p. 83-84.
- Claude Mesplède (dir.), Dictionnaire des littératures policières, vol. 2 : J - Z, Nantes, Joseph K, coll. « Temps noir », 2007, 1086 p. (ISBN 978-2-910686-45-1, OCLC 315873361), p. 228-229.